# Albert Wyckmans
Albert Wyckmans (n. 12 septembrie 1897, Antwerpen, Flandra, Belgia – d. 20 iunie 1995, Merksem, Flandra, Belgia) a fost un ciclist de performanță ce a reprezentat Belgia, medaliat olimpic. A participat la o ediție a Jocurilor Olimpice (1920) în care a câștigat o medalie de bronz.

## Participări
Lista de mai jos prezintă principalele competiții la care a participat Albert Wyckmans de-a lungul carierei.
- cyclisme aux Jeux olympiques d'été de 1920 – course sur route par équipe hommes[*]